# Synagogue de Baden (Argovie)

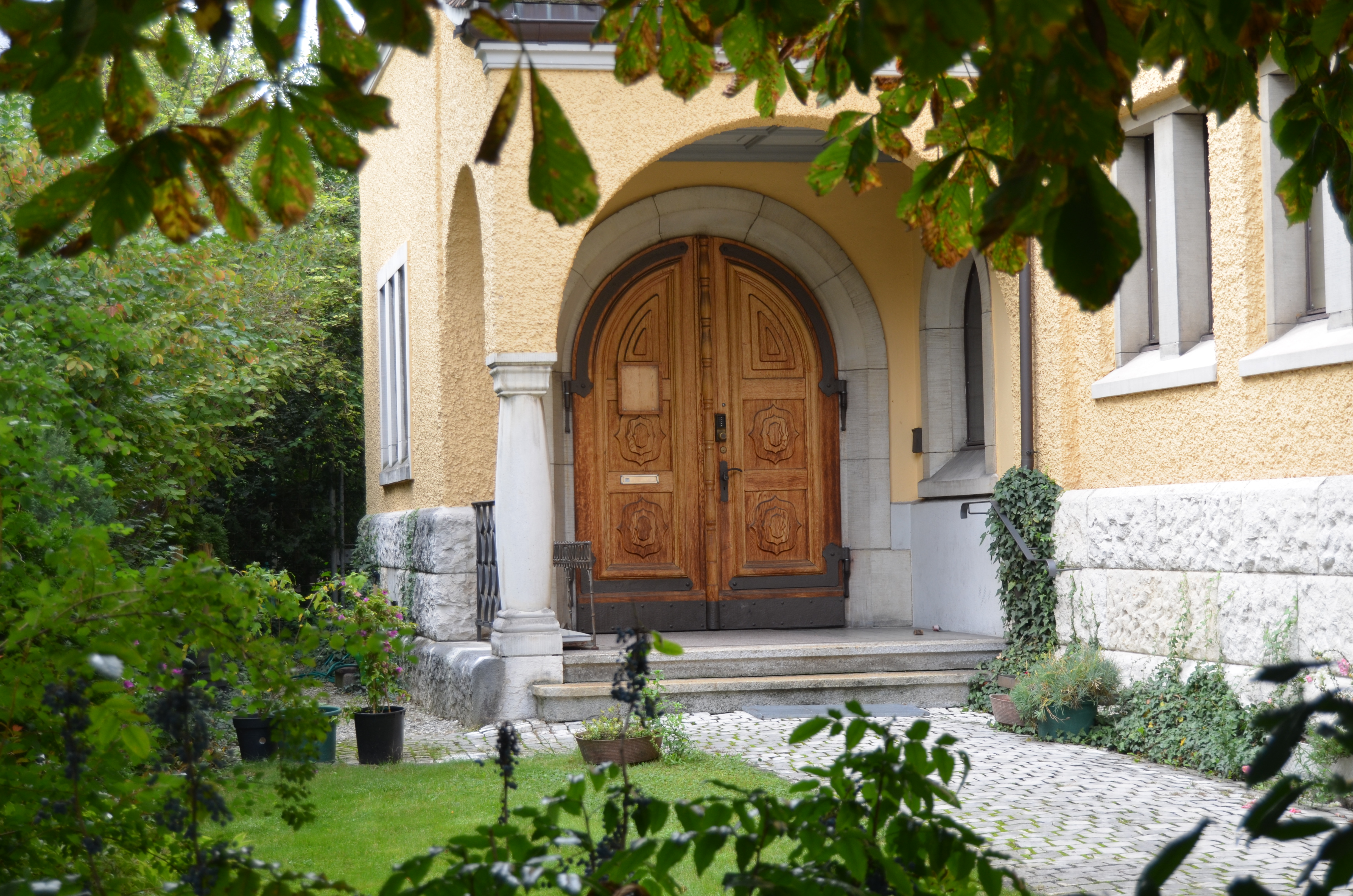
Le portail

La synagogue de Baden est une synagogue de rite orthodoxe ashkénaze située au Parkstrasse 17 à Baden dans le canton d'Argovie, en Suisse. Érigée en 1912-1913, elle est aujourd'hui protégée comme bien culturel d'importance nationale.

## Historique
La construction d'une synagogue est envisagée à Baden dès 1904. En décembre 1911, la communauté juive de Baden acquiert pour 23 000 francs une parcelle située Parkstrasse, en face du casino (de). Plusieurs architectes proposent d'élaborer les  plans de l'édifice. Cette tâche est finalement confiée à l'architecte badenois Otto Dorer (1851–1920), qui conçoit, avec son confrère Adolf Füchslin (1850–1925), un bâtiment en plan centré avec de grandes fenêtres semi-circulaires et un intérieur richement décoré. La consécration de la synagogue a lieu le 2 septembre 1913.
En 1931, aux environs de la fête de Yom Kippour, la façade de la synagogue est taguée de croix gammées.